# Деликтоспособност
Деликтоспособността е способността на един субект на правото да носи юридическа отговорност за свои неправомерни действия. Тя е едно от трите субективни права, които заедно формират правосубектността (другите две са правоспособността и дееспособността). Реализирането на деликтоспособността е свързано с упражняване на субективни права от страна на правния субект. Няма субекти на правото, които да са само деликтоспособни.